# Donja Bioča
Donja Bioča är en ort i Bosnien och Hercegovina.   Den ligger i entiteten Federationen Bosnien och Hercegovina, i den centrala delen av landet, 13 km nordväst om huvudstaden Sarajevo. Donja Bioča ligger 526 meter över havet och antalet invånare är 126.
Terrängen runt Donja Bioča är lite kuperad.Runt Donja Bioča är det ganska tätbefolkat, med 93 invånare per kvadratkilometer.. Närmaste större samhälle är Sarajevo, 12,7 km sydost om Donja Bioča. 
Omgivningarna runt Donja Bioča är en mosaik av jordbruksmark och naturlig växtlighet.